# Ferrysburg
Ferrysburg é uma cidade localizada no estado americano de Michigan, no Condado de Ottawa.

## Demografia
Segundo o censo americano de 2000, a sua população era de 3040 habitantes.
Em 2006, foi estimada uma população de 3015, um decréscimo de 25 (-0.8%).

## Geografia
De acordo com o United States Census Bureau tem uma área de
9,2 km², dos quais 7,7 km² cobertos por terra e 1,5 km² cobertos por água.

## Localidades na vizinhança
O diagrama seguinte representa as localidades num raio de 16 km ao redor de Ferrysburg.